# Monte (geomorfología)
Un monte (del latín mons o montis) es una eminencia topológica mayor que un cerro pero menor que una montaña.
La prominencia de un monte oscila entre los 200 y 700 metros. Existen varias eminencias que reciben el nombre de «monte», pero en su mayoría son montañas.